# Thomas Allan Dowling
Thomas Allan Dowling (* 19. Februar 1941 in Little Rock) ist ein US-amerikanischer Mathematiker.
Dowling studierte an der Creighton University mit dem Bachelor-Abschluss 1962 und wurde 1967 an der University of North Carolina at Chapel Hill bei Raj Chandra Bose promoviert (Construction of codes for the Gaussian channel).  Dort war er danach Research Associate, wurde 1967 Assistant Professor und 1969  Associate Professor. 1972 wurde er Associate Professor und 1982 Professor an der Ohio State University. Zu seinen Doktoranden gehörte dort die  Mathematikerin Carolyn Mahoney.  
1963/64 forschte er in Operations Research für die US-Regierung auf der Patrick Air Force Base in Florida. Im Sommer 1968 war er Faculty Fellow der NASA an der University of California, Los Angeles.
Er befasst sich mit Kombinatorik. 1974 formulierte er mit Richard M. Wilson die Vermutung von Dowling und Wilson in der geometrischen Kombinatorik, die die Vermutung von Paul Erdös und Nicolaas Govert de Bruijn in der Inzidenzgeometrie stark verallgemeinert und für geometrische Gitter in projektiven Räumen formuliert ist. Sie lässt sich vereinfacht so formulieren: sei E eine Untermenge eines d-dimensionalen Vektorraums R, die diesen Vektorraum aufspannt. Dann sind in jeder partiell geordneten Menge von Unterräumen, die von Untermengen von E aufgespannt werden, mindestens so viele (d-k)-dimensionale Unterräume wie k-dimensionale Unterräume (für jedes {\displaystyle k\leq {\frac {d}{2}}}). Die Vermutung wurde ab 2016 von June Huh und Kollegen bewiesen.
Von 1972 bis 1980 war er Stipendiat der National Science Foundation und 1968 Fellow der NASA. Er war Mitglied des Institute of Combinatorics and its Applications.